# Пригоди жовтої валізки
«Пригоди жовтої валізки» (рос. «Приключения жёлтого чемоданчика») — радянський пригодницький дитячий фільм-казка режисера  Іллі Фреза 1970 року. Екранізація однойменної повісті Софії Прокоф'євої.

## Сюжет
В одному сонячному місті жили симпатичні і незвичайні хлопчик Петя і дівчинка Тома. Тома була «царівною-несміяною», так як ніколи не посміхалася і часто плакала. А Петя був боягузом, йому не вистачало хоробрості. І ось мама Петі і тато Томи вирішили звернутися до лікаря. Доктор був незвичайний, у нього були льодяники від страху, а за допомогою інших цукерок він цілком міг лікувати від злості і підступності, дурості, смутку, брехні, балаканини.
Але, за неймовірним збігом обставин, валізка жовтого кольору з чудо-ліками потрапила в чужі руки. Під загрозою опинилися життя бабусі Томи, льотчика Верьовкіна — тата Томи, дресирувальника тигрів Буланкина.
Томина бабуся, доктор, Тома і Петя відправляються на пошуки валізки з чарівними ліками.

## У ролях
- Тетяна Пельтцер — Анна Петрівна, бабуся Томи
- Євген Лебедєв — дитячий доктор
- Наталія Селезньова — мама Петі
- Борис Бистров — льотчик Верьовкін, тато Томи
- Андрій Громов — хлопчик Петя
- Вікторія Чернакова — дівчинка Тома
- Віктор Тихонов — Федір Буланкин
- Лариса Тихонова — дресирувальниця Віолетта
- Євген Весник — командир неба
- Костянтин Кунтишев — виконроб
- Олександр Кавалеров — хуліган Гришка
- Євген Модель — другий хуліган
- Сергій Родіонов — третій хуліган
- Ігор Воєводін — базіка
- Рина Зелена — пасажирка тролейбуса
- Ніна Агапова — мама дівчинки з книгою
- Олег Попов — клоун
- Георгій Светлані — дідусь базіки
- Юрій Сорокін — льотчик Сорокін
- Леонід Князєв — вуличний таксист
- Ян Френкель — перехожий
- Еммануїл Геллер — адміністратор цирку
- Зінаїда Наришкіна — касирка цирку

## Знімальна група
- Сценаристи: Софія Прокоф'єва,  Ілля Фрез
- Режисер-постановник:  Ілля Фрез
- Художник-постановник: Ной Сендеров
- Головний оператор:  Михайло Кириллов
- Композитор:  Ян Френкель